# Pilzgift (Film)
Pilzgift (La champignon / L’assassin frappe à l’aube) ist ein französischer Spielfilm (1970) von Marc Simenon mit Jean-Claude Bouillon und Mylène Demongeot in den Hauptrollen.
Regisseur Marc Simenon, Sohn des Autors Georges Simenon, ist der Ehemann der Hauptdarstellerin Mylène Demongeot.

## Inhalt
Werberin Anne und Kinderarzt Eric Calder leben in der Schweiz am Ufer des Genfersees. Während Anne wegen ihrer Arbeit oft abwesend ist, gibt Éric in dem gerade eröffneten Büro seine ersten Arztkonsultationen. Eines Abends wird er erneut von einer seiner Patientinnen, der Malerin und Nachbarin Linda Benson, angerufen, die von halluzinogenen Pilzen abhängig ist. Er nimmt ihr Angebot an, mit ihr Drogen zu nehmen. Dann ist Linda Benson tot...

## Kritiken
„Psychologisierender Kriminalfilm, der allenfalls durch einige gewandte gestalterische Ansätze auffällt.“